# Hyrule Warriors : L'Ère du fléau
Hyrule Warriors : L'Ère du fléau (ゼルダ無双 厄災の黙示録, Zeruda Musō Yakusai no Mokushiroku) est un jeu vidéo de type hack 'n' slash développé par Koei Tecmo et Omega Force et édité par Nintendo pour la console Nintendo Switch. Il s'agit du deuxième opus de la série Hyrule Warriors et relate une histoire alternative aux événements se déroulant 100 ans avant le début de The Legend of Zelda: Breath of the Wild. Annoncé par Nintendo le 8 septembre 2020, le jeu est sorti le 20 novembre de la même année.

## Système de jeu
Le gameplay de base est de participer à des batailles à grande échelle contre des hordes d'ennemis, tout en accomplissant des objectifs et en effectuant des actions stratégiques telles que la capture de bases et le commandement de troupes.
En plus de conserver les systèmes de combat des Dynasty Warriors, de fabrication de matériaux et de mise à niveau des armes d'Hyrule Warriors, le jeu intègre la résolution d'énigmes environnementales et l'utilisation de l'outil de la tablette Sheikah et de la paravoile iconique de Breath of the Wild. Les joueurs peuvent améliorer leurs personnages, accomplir des missions et des défis, utiliser des ressources pour accéder à de nouvelles zones, construire des armes et cuisiner des aliments qui peuvent être utilisés comme boost. Les armes de ce jeu sont invulnérables et ne se briseront pas avec le temps, contrairement à Breath of the Wild. La carte du jeu est identique à celle de Breath of the Wild, mais les joueurs doivent y choisir des étapes et utiliser la tour Sheikah pour explorer les régions.

## Scénario
Le Fléau Ganon s'éveille un soir en Hyrule et sème la désolation et le chaos sur son passage. Ce monstre provoque la mort de très nombreux sujets du royaume. La Princesse Zelda, acculée, emploie son Don de Lumière dans une prairie afin de protéger Link qui est aux portes de la mort. Nous sommes donc cent ans avant les évènements de Breath of the Wild au moment exact où la jeune femme découvre pour la première fois la puissance de son Don.
Dans le lieu d'étude de la Princesse — une petite tour du château — se trouve une boîte en bois sur une étagère. La puissante colonne de lumière réveille instantanément un petit gardien blanc et bleu placé à l'intérieur. Il se rend sur le rebord d'une fenêtre et crée une mélodie spécifique qui produit une ouverture temporelle. Le petit robot (Terrako) parvient à se rendre dans cet anneau, poursuivi par une portion de la malveillance de Ganon, précédemment incorporé dans un gardien à pied qui cherche à l'annihiler. Le voyage dans le passé consiste à un écart bien avant enclenchement du réveil du Fléau.
Apprenant la terrible nouvelle du futur à venir, Zelda, accompagnée de Link (un chevalier servant) et d'Impa (la magistrate adjointe du royaume) se rend auprès des quatre peuples voisins afin de recruter les futurs prodiges qui piloteront les quatre créatures divines, récemment découvertes : Urbosa dans la cité Gerudo (désert Gerudo), Mipha au domaine Zora (Lanelle), Revali au village Piaf (Hébra) et Daruk au village Goron (Ordin).
Lors des différentes missions, les personnages se retrouvent face à plusieurs types d'ennemis emblématique : les Bokoblins, les Moblins, les Lézalfos, les Chuchus, les Hinox, les Lynels, les gardiens mais aussi les Yigas.
Zelda et ses alliés tentent alors d'agir sur le destin d'Hyrule. L'effet papillon de l'arrivée du robot — Terrako — et de l'antagoniste sous sa forme vaporeuse rend le scénario de cet opus différent en plusieurs points de celui conté initialement dans Breath of the Wild. Un antagoniste inédit de la série Zelda fait aussi son apparition. Mis en scène comme un voyant (Astor), employant les Yigas comme des sbires à ses ordres, il essaye d'empêcher la modification du futur à l'aide d'un petit gardien rouge corrompu par Ganon (le Terrako de cet univers).
L'aventure confronte Link et Zelda à travers des voyages temporels dans le royaume d'Hyrule.

## Personnages
En tout, 21 personnages sont jouables. Contrairement au premier jeu Hyrule Warriors qui empruntait ses personnages à la plupart des jeux de la série The Legend of Zelda, L'Ère du fléau utilise des personnages exclusivement issus de Breath of the Wild.
Les personnages jouables sont les suivants :
- Link
- Zelda
- Mipha
- Revali
- Daruk
- Urbosa
- Impa
- Noïa
- Sidon
- Yunobo
- Teba
- Riju
- Le Grand Kohga
- Le Roi Rhoam
- Les Grandes Fées
- Guide Miz'Kyosia
- Terrako
- Ganon (forme humanoïde)
- Gardien (DLC)
- Pru'ha & Faras (DLC)
- Suppa (DLC)

De plus, les quatre créatures divines — Vah'Ruta, Vah'Medoh, Vah'Rudania et Vah'Naboris — sont également jouables dans des phases de jeu dédiées.

## Distribution
Les comédiens de doublage ayant prêtés leur voix dans Breath of the Wild reprennent leur rôle dans ce jeu. Certains personnages ont eux aussi eu droit à une voix française.
- Link (VO : Kengo Takanashi)
- Zelda : (VO : Yu Shimamura ; VF : Adeline Chetail)
- Rhoam Bosphoramus Hyrule, roi d'Hyrule : (VO : Hiroshi Naka ; VF : Gérard Dessalles)
- Impa : (VO : Shôko Tsuda ; VF : Lila Lacombe)
- Astor, le Prophète du Chaos: (VF: Patrice Melennec)
- Le vénérable Arbre Mojo : (VO : Hideaki Nonaka ; VF : Sylvain Lemarié)
- Mipha, Prodige des Zoras : (VO : Mayu Isshiki ; VF : Caroline Mozzone)
- Daruk, Prodige des Gorons : (VO : Takuya Masumoto ; VF : Jérémie Covillault)
- Urbosa, Prodige des Gerudos (VO : Rei Shimoda ; VF : Laëtitia Lefebvre)
- Revali, Prodige des Piafs (VO : Noboru Yamaguchi ; VF : Hervé Grull)
- Sidon, prince des Zoras (VO : Kosuke Onishi ; VF : Bruno Méyère)
- Yunobo, jeune Goron (VO : Kumiko Watanabe ; VF : Donald Reignoux)
- Riju, chef du peuple Gerudo (VO : Arisa Sakuraba ; VF : Charlyne Pestel)
- Teba, guerrier Piaf (VO : Takuya Masumoto ; VF : Benoît DuPac)
- Le Grand Kohga, chef du clan Yiga (VO : Atsuyoshi Miyazaki ; VF : Hervé Caradec)
- Grandes Fées, êtres supérieurs des fontaines : (VF : Eve Nottet, Valerie Decobert, Dorothée Pierson)
- Pru'ha: (VF: Valérie Bachère)
- Faras: (VF: Yannick Blivet)
- Dorefah, Roi des Zoras (VF: Dominique Duforest)

## Développement et communication
Cette section ne s'appuie pas, ou pas assez, sur des sources secondaires ou tertiaires indépendantes du sujet. Le texte peut contenir des analyses inexactes ou inédites de sources primaires.
Pour l'améliorer, ajoutez-en, ou placez des modèles {{Source secondaire souhaitée}} ou {{Source secondaire nécessaire}} sur les passages mal sourcés. (octobre 2021)
Le jeu est annoncé par Nintendo le 8 septembre 2020 avec un premier trailer et une présentation, pour une sortie le 20 novembre de la même année. On y apprend que le jeu fait office de préquelle à The Legend of Zelda: Breath of the Wild, en se concentrant sur les événements survenus 100 ans auparavant. Les six premiers personnages jouables sont également révélés : Link, Zelda, ainsi que les quatre Prodiges (Mipha, Daruk, Urbosa et Revali).
Le 26 septembre 2020, au cours du Tokyo Game Show, un deuxième trailer est publié, ainsi qu'une première présentation du gameplay du jeu. Le jeu reprend les bases du gameplay de Dynasty Warriors, tout en y intégrant l'univers et le style graphique de Breath of the Wild, ainsi que l'utilisation de certaines mécaniques de ce dernier jeu (notamment la tablette sheikah, la gestion des esquives, etc.). Un 7e personnage jouable y est également révélé : Impa, la cheffe du village de Cocorico, apparaissant ici bien plus jeune que dans le jeu original.
Le 6 octobre 2020, un trailer est publié. C'est le premier de la série "Souvenirs oubliés". On y apprend la présence de deux scientifiques sheikahs, Pru'ha et Faras. Ces deux personnages sont présentés comme "les cerveaux de génie" qui assistent l'armée d'Hyrule dans la guerre contre le Fléau. Ils interviennent dans Breath of the Wild et assistent Link dans sa quête, un siècle après L'Ère du fléau.
Le lendemain, une présentation Nintendo Treehouse Live dédiée entre autres à L'Ère du fléau présente en détail le gameplay du jeu. On y apprend que, hors bataille, les menus du jeu se présentent sous la forme de la carte d'Hyrule sur la tablette sheikah. C'est depuis cet écran que le joueur peut accéder à la bataille suivante du scénario, jouer des batailles secondaires, accomplir des quêtes secondaires ou encore accéder aux boutiques. C'est la validation de ces quêtes secondaires qui permet de renforcer les personnages de l'équipe.
Le 13 octobre 2020, le deuxième trailer de la série "Souvenirs oubliés" est publié. Le trailer est centré sur le rôle du gang des Yigas, qui ont prêté allégeance à Ganon et fomentent sa résurrection. Un personnage mystérieux en capuche, dont l'identité et le rôle sont encore inconnus, y fait également son apparition.
Le 19 octobre 2020, le troisième et dernier trailer "Souvenirs oubliés" est publié à son tour. Celui-ci est centré sur certains des combattants, ainsi que sur les Korogus.
Le 28 octobre 2020, le Nintendo Direct Mini: Partner Showcase révèle un nouveau trailer pour L'Ère du fléau. Ce trailer se concentre sur les quatre créatures divines et des phases de gameplay dans lesquelles il est possible de les diriger. Une version démo est également annoncée, disponible immédiatement. Cette version démo contient les 2 premiers combats du jeu. Il est possible de transférer la progression faite dans la démo vers la version complète du jeu.

## Accueil
Le jeu reçoit des critiques « généralement favorables » selon le site Metacritic, avec une moyenne de 78/100.
Trois millions de copies du jeu ont été expédiées durant son week-end de lancement ; déjà un record de ventes totales pour un jeu de type Warriors.